# Vele Srakane (Mali Lošinj)
Vele Srakane es una localidad de Croacia en la isla homónima, juridsicción de la ciudad de Mali Lošinj, condado de Primorje-Gorski Kotar.

## Geografía
Se encuentra a una altitud de 13 m s. n. m. a 286 km de la capital nacional, Zagreb.

## Demografía
En el censo 2011 el total de población de la localidad fue de 3 habitantes.
| Gráfica de población de Vele Srakane 1857-2011                      |
|                                                                     |
| Según los censos de población de la oficina estadística de Croacia. |